# ایزوپروپیل الکل
ایزوپروپیل الکل (به انگلیسی: Isopropyl Alcohol)
نام تجارتی: Alcojel
رده دارویی: الکل‌ها
رده درمانی: ضد عفونی کننده
اشکال دارویی: بالک
موارد مصرف: تمیز کردن پوست قبل و بعد از جراحی
نحوه مصرف: در بالغین و کودکان: محلول ۶۰ تا ۷۰ درصد، به‌طور موضعی، جهت ضدعفونی کردن پوست قبل از جراحی به کار می‌رود.

## فرایند تولید ایزوپروپیل الکل
تولید ایزوپروپیل الکل یک فرایند صنعتی مهم است که به صورت عمده در صنایع شیمیایی استفاده می‌شود. ایزوپروپیل الکل یک الکل ثانویه است که به صورت گسترده در تولید مواد شیمیایی مورد استفاده قرار می‌گیرد و در ساخت محصولاتی مانند پلاستیک، رنگ‌ها، رزین‌ها، و حلال‌های صنعتی مورد استفاده قرار می‌گیرد. 
فرایند تولید ایزوپروپیل الکل معمولاً از راه‌های زیر صورت می‌گیرد:
1. هیدراته کردن اتیلن: ابتدا اتیلن و آب تحت شرایط واکنشی خاص به هیدراته کردن تحت فشار و دمای مناسب تبدیل می‌شوند.  محصول این واکنش یک مخلوط از الکل‌هایی مانند اتانول، متانول، و ایزوپروپیل الکل است.
2. تجزیه مخلوط الکل‌ها: مخلوط الکل‌های تولید شده در مرحله قبل از اینکه ایزوپروپیل الکل استخراج شود، باید از هم جدا شوند. برای این کار از فرایندی به نام تقطیر تجزیه‌ای استفاده می‌شود که با استفاده از دمای مناسب و فرآیند تقطیر مولکولی این جداسازی صورت می‌گیرد. در این فرایند، ایزوپروپیل الکل جدا شده و مخلوط الکل‌های دیگر به‌عنوان محصولات جانبی به دست می‌آید.
3. پالایش و تصفیه: ایزوپروپیل الکل حاصل از فرایندهای قبلی نیاز به پالایش و تصفیه دارد تا از آلاینده‌ها و مواد جانبی خارج شود. این مرحله شامل استفاده از فیلتراسیون، تقطیر مجدد و فرآیندهای شیمیایی می‌شود تا ایزوپروپیل الکل با خلوص بالا به دست آید.
این فرایند تولید می‌تواند با توجه به شرایط فنی واحدهای تولیدی مختلف، مقیاس تولید و نوع تکنولوژی مورد استفاده، تغییر کند. اما این مراحل به طور کلی فرایند تولید ایزوپروپیل الکل را توصیف می‌کنند.

## سایر کاربردها
از عمده موارد کاربرد این الکل در صنعت چاپ و وابستگی شدید این صنعت به ایزوپروپیل به این دلیل می‌باشد که: دمای آب را در دستگاه‌های چاپ بسیار پائین نگاه می‌دارد و قابلیت تبخیر آن بسیار پائین است.

## کاربرد الکل ایزوپروپیل
محلول‌های ایزوپروپیل الکل تقریباً ۷۰٪ برای ضدعفونی و استریل کردن مؤثر هستند، به خصوص هنگامی که با ۱۰ تا ۴۰٪ آب تصفیه شده مخلوط شوند. در غلظتهای کمتر از ۵۰٪، خواص استریل کردن آن به طور قابل توجهی کاهش می‌ یابد.